# ريال سبورت كلوب
ريال سبورت كلوب (بالبرتغالية: Real Sport Clube‏) نادي كرة قدم برتغالي يلعب في دوري الدرجة الثالثة البرتغالي. تم تأسيس النادي في عام 1951.

## روابط خارجية
- Real Sport Clube